# Departamento de Santiago
| Departamento de Santiago  | Departamento de Santiago |
| ------------------------- | --- |
| Cabecera:                 | Santiago |
| Superficie:               | km² |
| Habitantes:               | hab |
| Densidad:                 | hab/km² |
| Comunas/ Subdelegaciones: | - Santiago - Conchalí - Providencia - Las Condes (1932) - La Reina (1963) - Ñuñoa - La Florida (1934) - Maipú - Yungay - Barrancas - Renca - Quilicura - Lampa - Colina - Tiltil - Curacaví - San Miguel (hasta 1963) - La Granja (1939-1963) - La Cisterna (hasta 1963) - Puente Alto (hasta 1958) - San José de Maipo (hasta 1958) - Pirque (1929-1930)(1933-1958) - Peñaflor (hasta 1940) - Talagante (hasta 1940) - Isla de Maipo (hasta 1940) - San Bernardo (hasta 1937) - Calera de Tango (1937-1937) |
| Ubicación                 | |
|                           | |

| Departamento de Santiago | Departamento de Santiago |
| ------------------------ | --- |
| Cabecera:                | Santiago |
| Superficie:              | 2.380 km²(1897) |
| Habitantes:              | 312.467 hab (1895) |
| Densidad:                | 131,3 hab/km² (1895) |
| Subdelegaciones:         | - Urbanas: - 1a, Cajitas de Agua - 2a, Santa Lucía - 3a, Teatro Municipal - 4a, El Comercio - 5a, Moneda - 6a, Santa Ana - 7a, Mercado San Pablo - 8a, Negrete - 9a, Gasómetro - 10a, Yungay - 11a, Capuchinos - 12a, San Rafael - 13a, Quinta Normal - 14a, Arenal - 15a, Cañadilla - 16a, Recoleta - 17a, Escuela Militar - 18a, Ollería - 19a, San Francisco - 20a, Arturo Prat - 21a, Mercado San Diego - 22a, San Ignacio - 23a, Ejército Libertador - 24a, Padura - 25a, Ugarte - 26a, Matadero - 27a, Escuela Italia - Rurales: - 1a, Las Condes - 2a, Apoquindo - 3a, Tobalaba - 4a, Ñuñoa - 5a, La Providencia - 6a, Santa Rosa - 7a, Llano Subercaseux - 8a, Parque Cousiño - 9a, Chuchunco - 10a, Pajaritos - 11a, Maipú - 12a, Las Lomas - 13a, Pudahuel - 14a, Mapocho - 15a, Renca - 16a, Quilicura - 17a, Lampa - 18a, Cañada de Colina - 19a, Colina - 20a, Baños de Colina - 21a, Chacabuco - 22a, Tiltil - 23a, Caleu - 24a, Huechuraba - 25a, El Salto - 26a, Mineral de Las Condes - 27a, El Blanqueado - 28a, Yungay |
| Municipalidades:         | - capital departamental: - Santiago - Circunscripciones (1891-1928): - Santa Lucía (1891-1928) - Santa Ana (1891-1928) - Portales (1891-1928) - Estación (1891-1928) - Cañadilla (1891-1928) - Recoleta (1891-1928) - Maestranza (1891-1928) - Universidad (1891-1928) - San Lázaro (1891-1928) - Parque Cousiño (1891-1928) - Otras Municipalidades (1891): - Ñuñoa (1891) - Maipú (1891) - Renca (1891) - Colina (1891) - Lampa (1891) - San Miguel (1896) - Barrancas (1897) - Providencia (1897) - Las Condes (1901) - Quilicura (1901) - Tiltil (1909) - Yungay (1916) - Lo Espejo (1925) - La Cisterna (1925) |
| Ubicación                | |
|                          | |

El Departamento de Santiago es una antigua división territorial de Chile, que pertenecía a la Provincia de Santiago. La cabecera del departamento fue Santiago. Fue creado sobre la división del antiguo Partido de Santiago, del que se creó el Departamento de La Victoria. En 1891, el departamento se divide en la Municipalidad de Santiago, conformada por comunas urbanas y municipalidades rurales. 
El 30 de diciembre de 1927, con el DFL 8582, es incorporado el Departamento de La Victoria. Con el DFL 8583, se divide el Departamento en subdelegaciones y comunas de acuerdo a los límites establecidos en este decreto con fuerza de ley. Años después, crean nuevos departamentos a partir de este:
- Departamento de San Bernardo (1937)
- Departamento de Talagante (1940)
- Departamento de Puente Alto (1958)
- Departamento Presidente Aguirre Cerda (1963)

## Límites
El Departamento de Santiago limitaba:
- al norte con el Departamento de Los Andes y el Departamento de Quillota.
- al oeste con el Departamento de Melipilla.
- al sur con el Departamento de La Victoria.
- al este con la Cordillera de Los Andes.

Desde 1928 el Departamento de Santiago limitaba:
- al norte con el Departamento de Andes y el Departamento de Quillota.
- al oeste con el Departamento de Melipilla.
- al sur con el Departamento de Maipo y el Departamento de Rancagua.
- al este con el Cordillera de Los Andes.

## Administración
La Ilustre Municipalidad de Santiago se encargaba de la administración local del departamento, con sede en Santiago, en donde se encontraba la Intendencia Provincial y la capital de la República. 
Con el Decreto de Creación de Municipalidades del 22 de diciembre de 1891, se crean las siguientes circunscripciones† urbanas, cuyos territorios son las subdelegaciones detalladas a continuación, que conforman la Municipalidad de Santiago:
| Circunscripción | Subdelegaciones                  |
| --------------- | -------------------------------- |
| Santa Lucía     | 1a, Cajitas de Agua, urbana      |
| Santa Lucía     | 2a, Santa Lucía, urbana          |
| Santa Lucía     | 3a, Teatro Municipal, urbana     |
| Santa Lucía     | 4a, El Comercio, urbana          |
| Santa Lucía     | 5a, Moneda, urbana               |
| Santa Ana       | 6a, Santa Ana, urbana            |
| Santa Ana       | 7a, Mercado San Pablo, urbana    |
| Santa Ana       | 8a, Negrete, urbana              |
| Portales        | 9a, Gasómetro, urbana            |
| Portales        | 10a, Yungay, urbana              |
| Portales        | 11a, Capuchinos, urbana          |
| Portales        | 12a, San Rafael, urbana          |
| Estación        | 13a, Quinta Normal, urbana       |
| Estación        | 25a, Ugarte, urbana              |
| Cañadilla       | 14a, Arenal, urbana              |
| Cañadilla       | 15a, Cañadilla, urbana           |
| Recoleta        | 16a, Recoleta, urbana            |
| Recoleta        | 24a, Huechuraba, rural           |
| Recoleta        | 25a, El Salto, rural             |
| Maestranza      | 17a, Escuela Militar, urbana     |
| Maestranza      | 18a, Ollería, urbana             |
| Maestranza      | 19a, San Francisco, urbana       |
| Universidad     | 20a, Arturo Prat, urbana         |
| Universidad     | 21a, Mercado San Diego, urbana   |
| San Lázaro      | 22a, San Ignacio, urbana         |
| San Lázaro      | 23a, Ejército Libertador, urbana |
| San Lázaro      | 24a, Padura, urbana              |
| Parque Cousiño  | 26a, Matadero, urbana            |
| Parque Cousiño  | 27a, Escuela Italia, urbana      |
| Parque Cousiño  | 8a, Parque Cousiño, rural        |

Nota:
† En la Ley de Comuna Autónoma, se señala como circunscripción. En el Decreto de Creación de Municipalidades, se señala municipalidad (división territorial), que corresponde a la circunscripción para los efectos de la elección de municipales que integran la Municipalidad de Santiago (institución administrativa). Hay 3 municipales por circunscripción que forman una junta local. A la municipalidad como división territorial, posteriormente a 1891, se le llama también comuna. Finalmente este último término es reconocido constitucionalmente con la Constitución de 1925.
A su vez, con el Decreto de Creación de Municipalidades del 22 de diciembre de 1891, se crean las siguientes municipalidades rurales, con sus sedes y cuyos territorios son las subdelegaciones detalladas a continuación:
| Municipalidad Sede | Subdelegaciones                   |
| ------------------ | --------------------------------- |
| Ñuñoa              | 1a, Las Condes, rural             |
| Ñuñoa              | 2a, San Cárlos, rural             |
| Ñuñoa              | 3a, Apoquindo, rural              |
| Ñuñoa              | 4a, Ñuñoa, rural                  |
| Ñuñoa              | 5a, La Providencia, rural         |
| Ñuñoa              | 6a, Santa Rosa, rural             |
| Ñuñoa              | 7a, Subercaseux, rural            |
| Ñuñoa              | 26a, Mineral de Las Condes, rural |
| Maipú              | 9a, Chuchunco, rural              |
| Maipú              | 10a, Pajaritos, rural             |
| Maipú              | 11a, Maipú, rural                 |
| Maipú              | 12a, Las Lomas, rural             |
| Maipú              | 13a, Pudahuel, rural              |
| Renca              | 14a, Mapocho, rural               |
| Renca              | 15a, Renca, rural                 |
| Renca              | 16a, Quilicura, rural             |
| Colina             | 18a, Cañada de Colina, rural      |
| Colina             | 19a, Colina, rural                |
| Colina             | 20a, Baños de Colina, rural       |
| Colina             | 21a, Chacabuco, rural             |
| Lampa              | 17a, Lampa, rural                 |
| Lampa              | 22a, Tiltil, rural                |
| Lampa              | 23a, Caleu, rural                 |

Con el Decreto del 10 de agosto de 1893, se crea la Municipalidad de San Miguel.
| Municipalidad Sede           | Subdelegaciones                   |
| ---------------------------- | --------------------------------- |
| San Miguel (1893) San Miguel | 6a, Santa Rosa, rural             |
| San Miguel (1893) San Miguel | 7a, Llano Subercaseux, rural      |
| Ñuñoa (1893) Ñuñoa           | 1a, Las Condes, rural             |
| Ñuñoa (1893) Ñuñoa           | 2a, San Carlos, rural             |
| Ñuñoa (1893) Ñuñoa           | 3a, Apoquindo, rural              |
| Ñuñoa (1893) Ñuñoa           | 4a, Ñuñoa, rural                  |
| Ñuñoa (1893) Ñuñoa           | 5a, La Providencia, rural         |
| Ñuñoa (1893) Ñuñoa           | 26a, Mineral de Las Condes, rural |

Con el Decreto Supremo N.º 519, del 25 de febrero de 1897, se crea la Municipalidad de Providencia. En la misma fecha se crea la Municipalidad de Barrancas. 
| Municipalidad Sede             | Subdelegaciones                   |
| ------------------------------ | --------------------------------- |
| Providencia (1897) Providencia | 5a, La Providencia, rural         |
| Providencia (1897) Providencia | 1a, Las Condes, rural             |
| Providencia (1897) Providencia | 2a, San Carlos, rural             |
| Providencia (1897) Providencia | 26a, Mineral de Las Condes, rural |
| Ñuñoa (1897) Ñuñoa             | 3a, Apoquindo, rural              |
| Ñuñoa (1897) Ñuñoa             | 4a, Ñuñoa, rural                  |
| Barrancas (1897) Pudahuel      | 13a, Pudahuel, rural              |
| Barrancas (1897) Pudahuel      | 14a, Mapocho, rural               |
| Maipú (1897) Maipú             | 9a, Chuchunco, rural              |
| Maipú (1897) Maipú             | 10a, Pajaritos, rural             |
| Maipú (1897) Maipú             | 11a, Maipú, rural                 |
| Maipú (1897) Maipú             | 12a, Las Lomas, rural             |
| Renca (1897) Renca             | 15a, Renca, rural                 |
| Renca (1897) Renca             | 16a, Quilicura, rural             |

Con el Decreto Supremo del 26 de agosto de 1901, se crea la Municipalidad de Las Condes, con la división de la Municipalidad de Providencia. 
En 1901, se crea la Municipalidad de Quilicura.
| Municipalidad Sede             | Subdelegaciones                                                                                       |
| ------------------------------ | --- |
| Las Condes (1901) Las Condes   | 1a, Las Condes, rural                                                                                 |
| Las Condes (1901) Las Condes   | 2a, San Carlos, rural                                                                                 |
| Las Condes (1901) Las Condes   | 3a, Apoquindo, rural Distrito N.º 1 Tobalagua Distrito N.º 2 Lo Herrera                               |
| Las Condes (1901) Las Condes   | 26a, Mineral de Las Condes, rural                                                                     |
| Providencia (1901) Providencia | 5a, La Providencia, rural                                                                             |
| Ñuñoa (1901) Ñuñoa             | 3a, Apoquindo, rural Distrito N.º 3 Villaseca Distrito N.º 4 Lo Cerda Distrito N.º 5 Canal San Miguel |
| Ñuñoa (1901) Ñuñoa             | 4a, Ñuñoa, rural                                                                                      |
| Quilicura (1901) Quilicura     | 16a, Quilicura, rural                                                                                 |
| Renca (1901) Renca             | 15a, Renca, rural                                                                                     |

Con el Decreto del 6 de octubre de 1915, se crea Quinta Normal (subdelegación 27a, El Blanqueado). En 1916 se crea Yungay (subdelegación 28a, Yungay).
En 1927 con el DFL 8582 se modifica la composición del departamento y con el DFL 8583 se definen las nuevas comunas-subdelegaciones, que entran en vigor el año 1928.
Así, Las Condes pasa a formar parte de la Comuna - Subdelegación de Providencia.
La capital de la provincia se encuentra en la comuna subdelegación de Santiago, en donde se encuentra la Intendencia de Santiago y la capital de la República de Chile. Posteriormente se crea el Departamento de San Bernardo (1937), Departamento de Talagante (1940), Departamento de Puente Alto (1958) y Departamento Presidente Aguirre Cerda (1963), con lo que las Gobernaciones Departamentales, se sitúan en sus cabeceras respectivas.

## Subdelegaciones

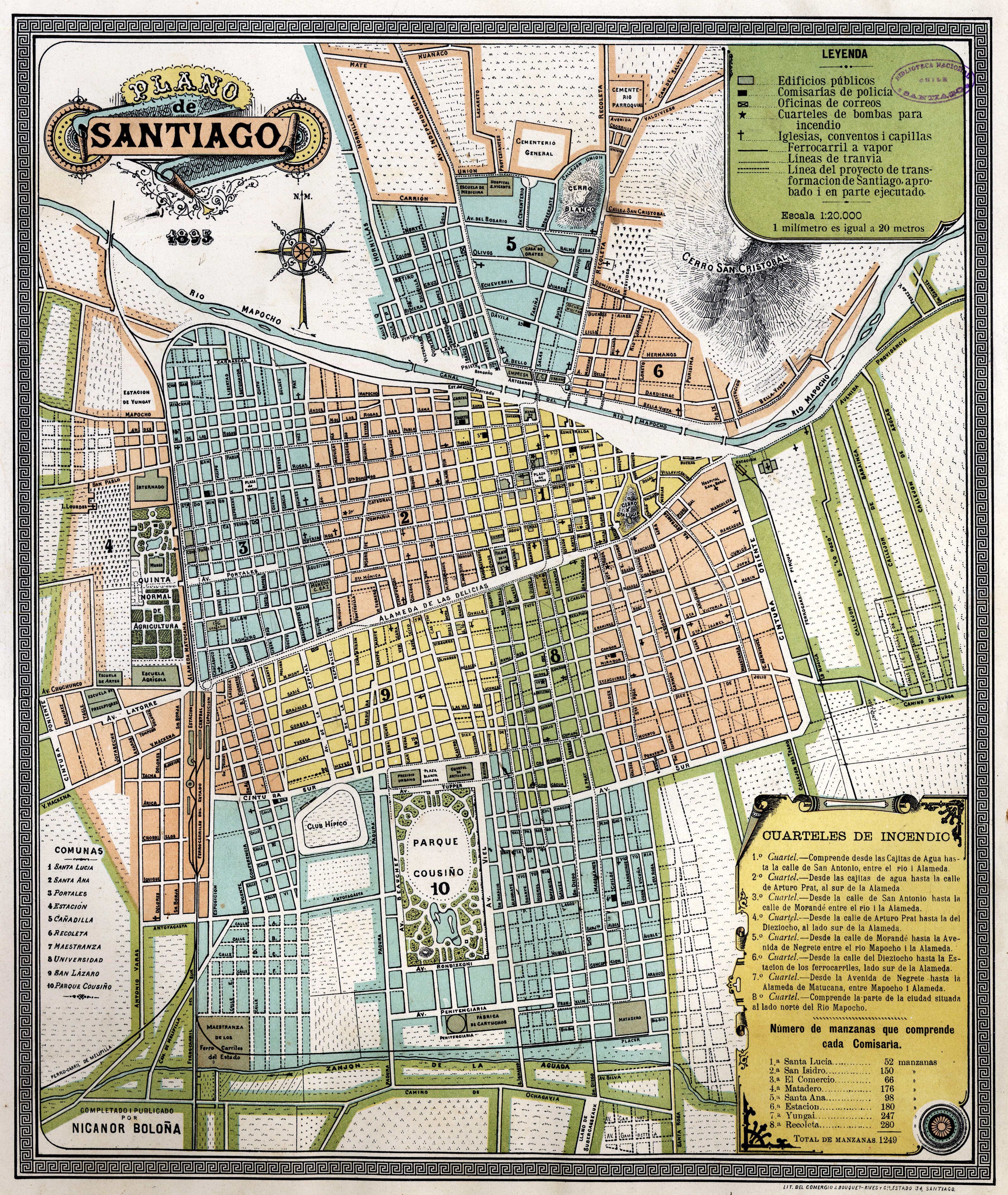
Mapa de Santiago en 1895, con las comunas que poseía en aquel entonces.

Las subdelegaciones, cuyos límites asigna el decreto del 7 de enero de 1889, son las siguientes:
- Urbanas:
  - 1a, Cajitas de Agua
  - 2a, Santa Lucía
  - 3a, Teatro Municipal
  - 4a, El Comercio
  - 5a, Moneda
  - 6a, Santa Ana
  - 7a, Mercado San Pablo
  - 8a, Negrete
  - 9a, Gasómetro
  - 10a, Yungay
  - 11a, Capuchinos
  - 12a, San Rafael
  - 13a, Quinta Normal
  - 14a, Arenal
  - 15a, Cañadilla
  - 16a, Recoleta
  - 17a, Escuela Militar
  - 18a, Ollería
  - 19a, San Francisco
  - 20a, Arturo Prat
  - 21a, Mercado San Diego
  - 22a, San Ignacio
  - 23a, Ejército Libertador
  - 24a, Padura
  - 25a, Ugarte
  - 26a, Matadero
  - 27a, Escuela Italia
- Rurales:
  - 1a, Las Condes
  - 2a, San Cárlos (Apoquindo)
  - 3a, Apoquindo (Tobalaba)
  - 4a, Ñuñoa
  - 5a, La Providencia
  - 6a, Santa Rosa
  - 7a, Subercaseux (Llano Subercaseux)
  - 8a, Parque Cousiño
  - 9a, Chuchunco
  - 10a, Pajaritos
  - 11a, Maipú
  - 12a, Las Lomas
  - 13a, Pudahuel
  - 14a, Mapocho
  - 15a, Renca
  - 16a, Quilicura
  - 17a, Lampa
  - 18a, Cañada de Colina
  - 19a, Colina
  - 20a, Baños de Colina
  - 21a, Chacabuco
  - 22a, Tiltil
  - 23a, Calen (Caleu)
  - 24a, Huechuraba
  - 25a, El Salto
  - 26a, Mineral de Las Condes
- Luego, se agregan las subdelegaciones: 
  - 27a, El Blanqueado (1915)
  - 28a, Yungay (1916)

Nota: Entre paréntesis nombres mencionados en el DFL8583. 

## Comunas y Subdelegaciones (1927)
De acuerdo al DFL 8583 del 30 de diciembre de 1927, en el Departamento de Santiago se crean las comunas y subdelegaciones con los siguientes territorios:
- Santiago.- Sus límites son: 
  - Al norte, el camino del Carrascal y la calle Román Spech, desde la calle de Villasana hasta el río Mapocho; el río Mapocho, desde la calle Román Spech hasta la calle de Bulnes; la calle Bulnes, desde el río Mapocho hasta la Avenida General Korner; la Avenida General Korner, desde la calle Bulnes hasta el canal de la Punta; el canal de la Punta, desde la Avenida General Korner hasta la calle del Molino; la calle del Molino, desde el canal de la Punta hasta la Avenida Fermín Vivaceta; la Avenida Fermín Vivaceta, desde la calle del Molino hasta la Avenida Prado; la Avenida Prado, desde la Avenida Fermín Vivaceta hasta la Avenida Independencia; la Avenida Independencia, desde la Avenida Prado hasta la calle Pérez Cotapos; la calle Pérez Cotapos, desde la Avenida Independencia hasta el callejón del Guanaco; el callejón del Guanaco, desde la calle Pérez Cotapos hasta la Avenida Robles; la Avenida Robles, desde el Callejón del Guanaco hasta la Avenida Recoleta; la Avenida Recoleta, desde la Avenida Robles hasta la Avenida O'Higgins; la Avenida O'Higgins, desde la Avenida Recoleta hasta el camino del Salto; el camino del Salto y la calle Inés de Suárez, desde la Av. O'Higgins hasta la calle Unión; la calle Unión, desde la calle Inés de Suárez hasta el canal del Carmen, y el canal del Carmen, desde la calle de la Unión hasta el Portezuelo.
  - Al Este, una línea recta, desde el Portezuelo hasta el punto en que la calle de San Gabriel enfrenta el río Mapocho; el río Mapocho, desde la calle San Gabriel hasta la calle Cóndell; la calle Cóndell, desde el río Mapocho hasta la avenida Irárrazaval; la Avenida Irarrázaval, desde la calle Cóndell hasta la línea del Ferrocarril, y la línea del Ferrocarril, desde la Avenida Irarrázaval hasta la estación de Santa Elena.
  - Al Sur, la línea del ferrocarril de circunvalación, desde la estación de Santa Elena hasta su empalme con el Ferrocarril del Sur.
  - Al Oeste, la línea del Ferrocarril del Sur, desde su empalme con el Ferrocarril de Circunvalación hasta la calle Antofagasta; la calle Antofagasta, desde el Ferrocarril del Sur hasta la calle de Varas; la calle de Varas, desde la calle Antofagasta hasta la calle de Chorrillos; la calle de Chorrillos, desde la calle de Varas hasta la Avenida General Velásquez; la Avenida General Velásquez, desde la calle Chorrillos hasta la Avenida Ecuador; la Avenida Ecuador, desde la Avenida General Velásquez hasta la calle Apóstol Santiago; la calle Apóstol Santiago, desde la Avenida General Velásquez hasta la calle San Pablo; la calle de San Pablo, desde la calle Apóstol Santiago hasta la calle de Villasana, y la calle de Villasana, desde la calle San Pablo hasta el camino del Carrascal.
  - Las calles y caminos enumerados en los límites precedentes forman parte de la comuna de Santiago en los sectores en que sirven de deslinde.
- Conchalí.- Comprende las antiguas subdelegaciones 24.a, Huechuraba, y 25.a, Salto, en la parte no comprendida dentro de los límites de la comuna de Santiago; la parte de la subdelegación 15.a, Renca, situada al Oriente de la línea del Ferrocarril y la parte de la Subdelegación 16.a, Quilicura, situada al Oriente de la misma línea y al Sur del camino de la estación de Renca.
- Providencia.- Comprende la parte de la antigua subdelegación 5.a, Providencia, situada al norte de las calles Caupolicán y Pizarro y de la línea recta imaginaria que las une, y las antiguas subdelegaciones 1.a, Las Condes; 2.a, Apoquindo, y 26.a, Mineral de Las Condes.
- Ñuñoa.- Comprende las antiguas subdelegaciones: 3.a, Tobalaba, y 4.a, Ñuñoa, la parte de la antigua subdelegación 5.a, Providencia, situada al sur de las calles Caupolicán y Pizarro y de la línea recta imaginaria que las une, y la subdelegación 15, Lo Cañas, del antiguo departamento de La Victoria.
- San Miguel.- Comprende las antiguas subdelegaciones: 6.a, Santa Rosa, y 7.a, Llano Subercaseaux.
- Espejo.- Comprende la antigua subdelegación 9.a, Chuchunco.
- Maipú.- Comprende las antiguas subdelegaciones: 10.a, Los Pajaritos; 11.a, Maipú; y 12.a, Las Lomas.
- Yungay.- Comprende las antiguas subdelegaciones 27.a, El Blanqueado, y 28.a, Yungay.
- Barrancas.- Comprende las antiguas subdelegaciones 13.a, Pudahuel, y 14.a, Mapocho.
- Renca.- Comprende la parte de la antigua subdelegación 15.a, Renca, situada al Poniente de la línea del Ferrocarril.
- Quilicura.- Comprende la parte de la antigua subdelegación 16.a, Quilicura, situada al Poniente de la línea del Ferrocarril o al norte del camino que conduce a la estación de Quilicura.
- Lampa.- Comprende la antigua subdelegación 17.a, Lampa.
- Colina.- Comprende las antiguas subdelegaciones: 18.a, Cañada de Colina; 19.a, Colina; 20.a, Baños de Colina, y 21.a, Chacabuco.
- Tiltil.- Comprende las antiguas subdelegaciones: 22.a, Tiltil, y 23.a, Caleu, y la parte de la antigua subdelegación 6.a, Montenegro del actual departamento de Los Andes que queda al sur de la línea de cumbres que limita por el Sur la hoya del río Aconcagua.
- San Bernardo.- Comprende las antiguas subdelegaciones: 1.a, San Bernardo; 9.a, Tres Acequias; 10.a, Cerro Negro, y 11.a, Bajos de Mena, del actual departamento de La Victoria.
- Peñaflor.- Comprende las antiguas subdelegación: 2.a, Santa Cruz de la Victoria; 3.a, Esperanza; 4.a, Peñaflor, y 19.a, Malloco, del antiguo departamento de La Victoria.
- Tango.- Comprende las antiguas subdelegaciones: 7.a, Calera de Tango, y 8.a, Tango del antiguo departamento de La Victoria.
- Talagante.- Comprende la antigua subdelegación 5.a, Talagante, del antiguo departamento de La Victoria.
- Isla de Maipo.- Comprende la antigua subdelegación 6.a, Isla Grande, del antiguo departamento de La Victoria, y el distrito 3.°, El Monte, de la antigua subdelegación 5.a, Valdivia, del actual departamento de Maipo.
- Cisterna.- Comprende las antiguas subdelegaciones 17.a, La Granja, y 18.a, Camino de Santiago, del antiguo departamento de La Victoria.
- Puente Alto.- Comprende las antiguas subdelegaciones: 12.a, Puente Nuevo de Pirque; y 16.a, Peral, del antiguo departamento de La Victoria.
- San José de Maipo.- Comprende las antiguas subdelegaciones: 13.a, Canal de Maipo, y 14.a, San José, del antiguo departamento de La Victoria.
- Curacaví.- Comprende la antigua subdelegación 4.a, Curacaví y la parte de la antigua subdelegación 5.a Lepe, que queda dentro de los límites del departamento de Santiago.

- El 22 de mayo de 1929 por DFL 2335 se anexa la Comuna-subdelegación de Pirque del Departamento de Maipo al Departamento de Santiago.
- El 20 de enero de 1930 por Decreto 116 se suprime la Comuna-subdelegación de Pirque y su territorio se anexa a la Comuna-subdelgación de Puente Alto del Departamento de Santiago.
- El 25 de agosto de 1933 por Ley 5229 se crea la Comuna-subdelgación de Pirque en el Departamento de Santiago con parte del territorio de la Comuna-subdelegación de Puente Alto.

- En 1937, se creó el Departamento de San Bernardo, con las comunas-subdelegaciones:
  - San Bernardo
  - Calera de Tango, creada el 1937

- En 1940 se creó el Departamento de Talagante, con las comunas-subdelgaciones:
  - Peñaflor
  - Talagante
  - Isla de Maipo
- En 1958 se creó el Departamento de Puente Alto, con las comunas subdelegaciones:
  - Puente Alto
  - San José de Maipo
  - Pirque.
- En 1963 se creó el Departamento Presidente Aguirre Cerda, con las comunas-subdelegaciones:
  - San Miguel
  - La Granja, creada en 1939, a partir de Cisterna
  - Cisterna